# Arnolfo di Cambio

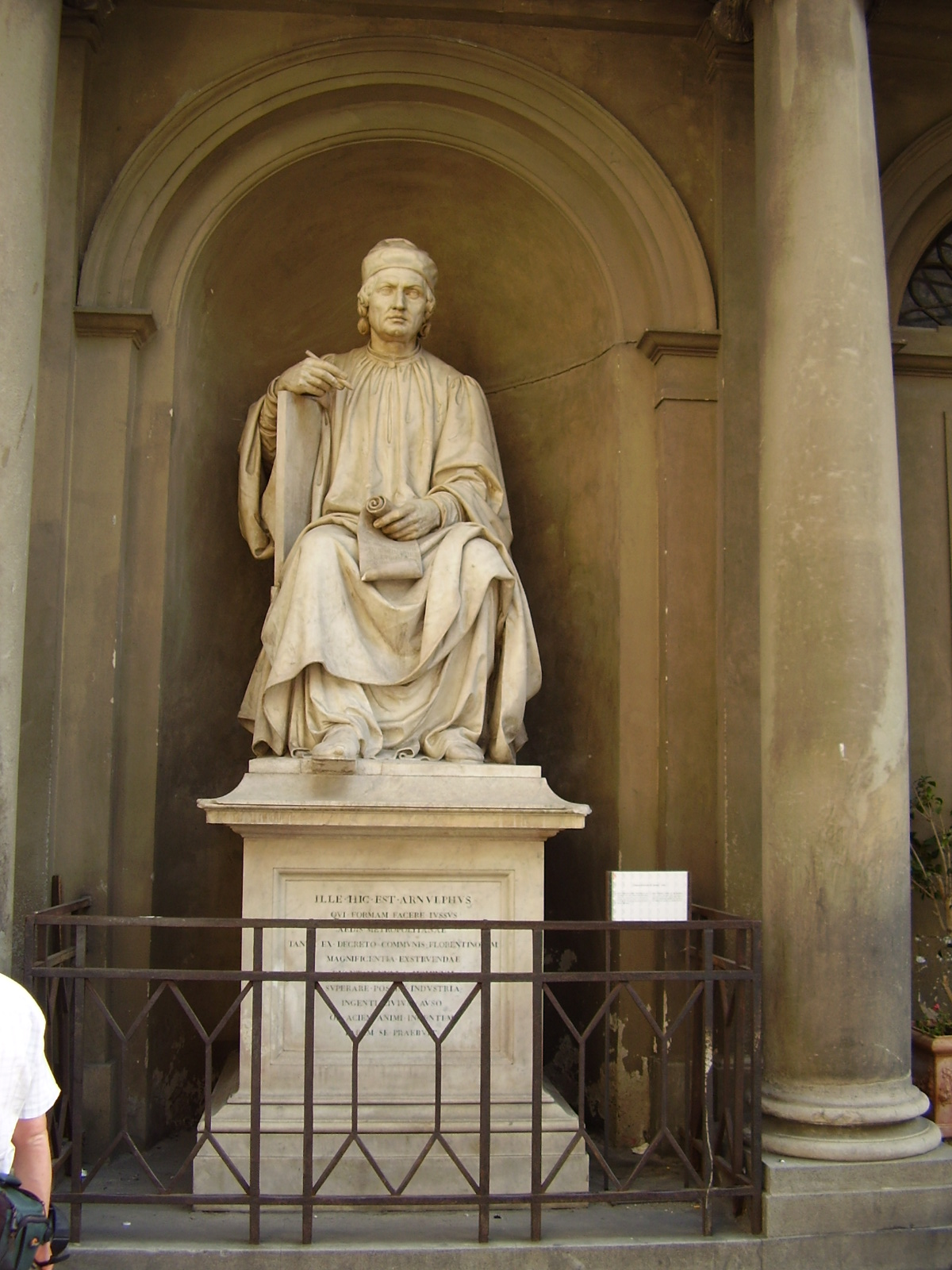
Escultura de Arnolfo en Santa María del Fiore (Florencia).

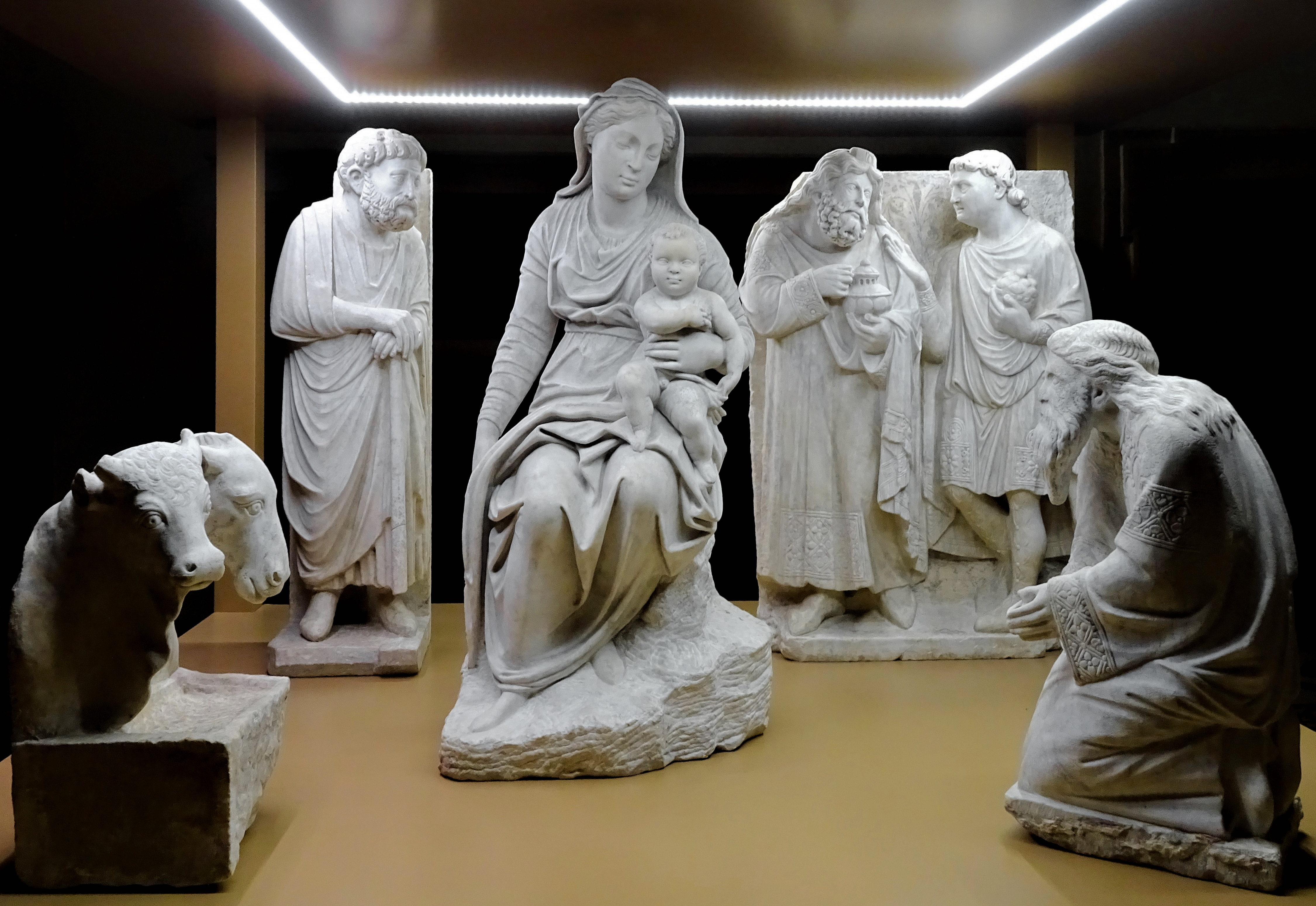
Representación escultórica del primer belén en la basílica de Santa María la Mayor en Roma.

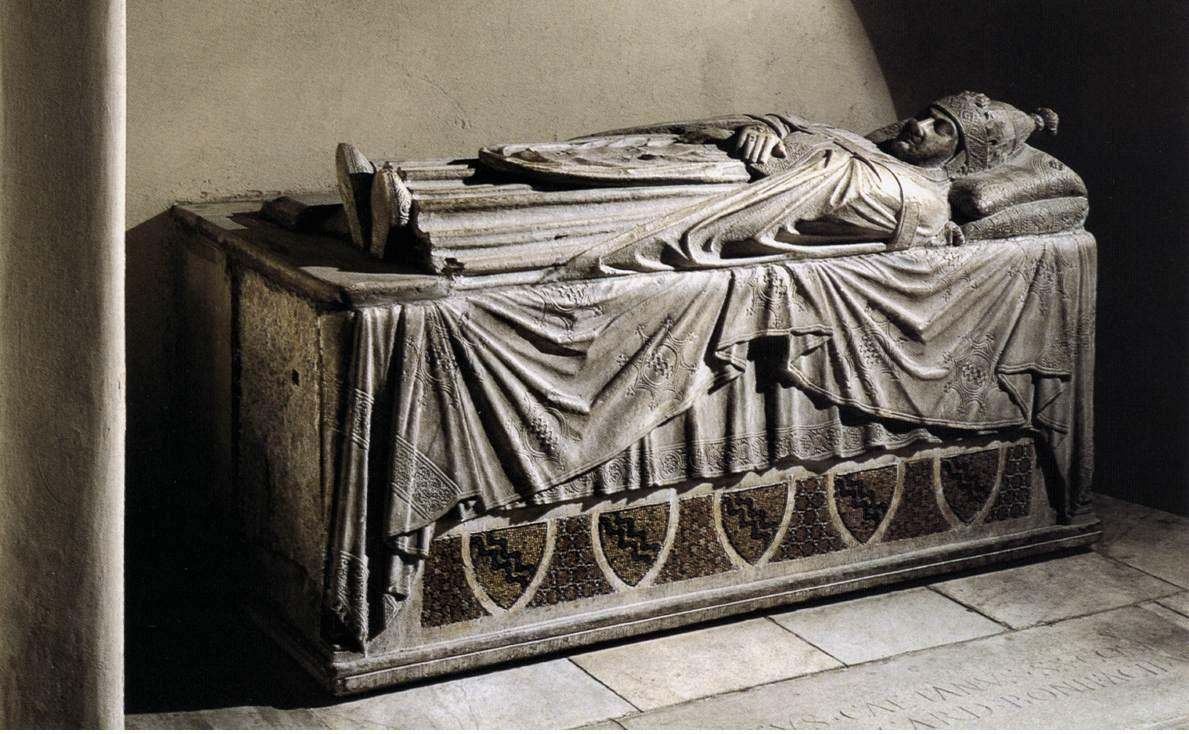
Tumba del papa Bonifacio VIII.

Arnolfo di Lapo, también conocido como Arnolfo di Cambio, (1232 o 1245-1310) fue un arquitecto y escultor florentino.
Su obra arquitectónica incluye el proyecto de la catedral de Santa María del Fiore, en Florencia (1294) y la Basílica de Santa Cruz, en la misma ciudad; y la catedral de Orvieto en Italia.
Entre sus obras más destacadas como escultor se encuentran el Monumento al cardenal Annibaldi (1276); la Estatua de Robert Anjou (1277); la Fuente de los Sedientos, en Perugia, Italia; la Tumba del cardenal de Braye, en San Domenico, Orvieto, Italia (1282); y el Monumento al papa Bonifacio VIII en el Museo de la Opera del Duomo, Florencia.

## Biografía
Se sabe poco tanto de la familia como de los orígenes de Arnolfo, pero parece ser que era hijo del Messer Lapo, notario en Colle di Val d'Elsa. 
Arnolfo di Cambio se formó con Nicola Pisano y con él trabajó en el púlpito del Duomo di Siena (1265-1269), en el Arca di San Domenico en la Iglesia de San Domenico de Bolonia y por un periodo breve en la Fontana Maggiore de Perugia. 
Después de haber dejado el taller en el 1276 o 1277, va a Roma para trabajar bajo las órdenes de Carlos de Anjou. De estos años es probablemente el monumento fúnebre del sobrino del cardenal Annibaldi, Riccardo Annibaldi.
En el 1282 crea el monumento fúnebre del Cardenal De Braye, fallecido ese mismo año, en la Iglesia de San Domenico en Orvieto, que incluye una Virgen entronizada (una Maestà) para la que tomó como modelo una antigua estatua romana de la diosa Abundancia; la tiara y las joyas de la Virgen reproducen modelos antiguos.
En Roma el artista estuvo en contacto con las obras de la Antigua Roma, y absorbió las lecciones de los maestros de Cosmati, de los cuales reutilizará las partes decorativas en el baldaquino de la basílica de San Paolo (1285) y de Santa Cecilia en Trastevere (1293). En este periodo en Roma también trabaja en el pesebre de Santa Maria Maggiore, en la Iglesia de Santa Maria en Aracoeli, en el monumento al papa Bonifacio VIII (1300) y en la estatua de San Pedro de la Basilica di San Pietro.
Arnolfo di Cambio, sin querer, había ideado el primer portal de Belén esculpiendo en el 1283 ocho estatuillas que representaban a los personajes de la natividad y los Reyes Magos. Las esculturas del primer pesebre de la historia, inicialmente insertadas en el monumento a Bonifacio VIII, en la Cripta de la Capilla Sixtina, se encuentran (aquello que todavía se conserva) en Roma, en la Basílica de Santa Maria Maggiore.
En el bienio 1294-1295 fue a Florencia, donde desarrolla posiblemente su actividad como arquitecto. Giorgio Vasari le atribuye el proyecto urbanístico de la ciudad de nueva fundación de San Giovanni Valdarno.
En Colle di Val d'Elsa, su ciudad natal, no ha dejado ningún resto de su arte.